# Oratostylum lepidum
Oratostylum lepidum là một loài ruồi trong họ Asilidae. Oratostylum lepidum được Ricardo miêu tả năm 1925. Loài này phân bố ở vùng nhiệt đới châu Phi.